# Mnium polycephalum
Mnium polycephalum là một loài Rêu trong họ Mniaceae. Loài này được Brid. mô tả khoa học đầu tiên năm 1803.